# Tecnologia di porta
La tecnologia di porta (in inglese goal-line technology) è un sistema tecnologico che serve nel calcio a verificare la validità dei gol, per ridurre gli episodi di gol fantasma: sono stati progettati nove sistemi differenti, due dei quali mantenuti e sperimentati ulteriormente.
Il 5 luglio 2012 l'IFAB ha approvato il GoalRef e l'Hawk-Eye (quest'ultimo già presente nel tennis e nel cricket): nell'ottobre seguente, la tecnologia è stata accettata anche dalla FIFA.
La prima competizione ufficiale in cui i due sistemi sono stati usati è il Mondiale per club 2012: la tecnologia ufficiale approvata dalla FIFA è la GoalPDBcontrol 4D, sperimentata in occasione della Confederations Cup 2013 e presente anche ai Mondiali 2014.
In Serie A, il massimo campionato italiano, viene introdotto dalla stagione 2015-16: il debutto non ufficiale è invece stato durante il Trofeo TIM estivo, ospitato al Mapei Stadium (Reggio Emilia). Venne inoltre utilizzato negli europei di calcio 2016 in Francia.
È stato anche usato al Campionato del Mondo 2018 organizzato in Russia.

## Regole
Dal 2012, la tecnologia della linea di porta è consentita nelle partite. Il testo relativo alla tecnologia della linea di porta può essere trovato all'interno di quattro delle Regole del Gioco:
- Regola 1 (Il campo di gioco): consente modifiche alla cornice della porta.
- Regola 2 (The Ball): consente l'uso di palloni omologati con tecnologia integrata.
- Regola 5 (L'arbitro): richiedere all'arbitro di testare un sistema tecnologico della linea di porta prima di una partita e di non utilizzarlo se viene riscontrato un errore.
- Regola 10 (Determinazione del risultato di una partita): consente l'uso della tecnologia della linea di porta per verificare se i gol sono stati segnati o meno. Si afferma che "l'uso del GLT deve essere stabilito nelle rispettive regole di concorrenza".

Le Regole stesse non sono specifiche per quanto riguarda la natura dei sistemi tecnologici della linea di porta, tuttavia altra documentazione della FIFA, che è citata dalle Regole, entra più in dettaglio. Il FIFA Quality Program for GLT Testing Manual definisce con precisione i requisiti dei sistemi. Sono previsti quattro requisiti di base di un sistema:
- Il sistema deve affrontare solo la questione se un gol è stato segnato o meno.
- Il sistema deve essere accurato.
- Il sistema deve indicare immediatamente la segnatura di una rete, confermandola entro un secondo.
- Il sistema deve comunicare le sue informazioni esclusivamente agli ufficiali di gara (tramite vibrazione e avviso visivo sull'orologio dell'arbitro)

La FIFA ha un sistema in base al quale un particolare fornitore di tecnologia deve dimostrare efficacia per ottenere con successo una licenza per la propria tecnologia, quindi un'installazione all'interno di un particolare stadio deve superare un "test di installazione finale" prima dell'uso e prima di ogni partita l'arbitro deve verificare che il sistema sia funzionante.

## Storia

### Cronologia pre-implementazione
Prima del 2012, le competizioni non erano in grado di implementare la tecnologia poiché non era prevista. Le leggi dell'associazione calcistica sono controllate dall'International Football Association Board (IFAB), un organismo in cui la FIFA detiene il 50% del potere di voto, sufficiente per porre il veto a qualsiasi modifica delle leggi stesse.

#### Prima del 2011
Rispetto ad altri sport, il calcio associativo ha tardato a consentire alla tecnologia di assistere nelle decisioni di gioco. La questione è stata oggetto di dibattito all'interno del gioco per oltre un decennio con i legislatori che hanno resistito alle richieste per la sua attuazione.
Nel corso degli anni 2000 vari incidenti hanno suscitato discussioni sul potenziale della tecnologia della linea di porta o di un "goal fantasma" nel gioco. La mancanza di utilizzo della tecnologia nell'associazione calcistica è stata contrastata con altri sport, che avevano incorporato replay video e altri sistemi nelle loro regole.
In risposta a ciò, la FIFA ha deciso di testare un sistema dell'azienda Adidas in cui un pallone con un microchip incorporato inviava un segnale all'arbitro se oltrepassava un sensore che attraversava la porta. Secondo il presidente della FIFA Sepp Blatter, "Abbiamo effettuato diversi test ai Mondiali Under 17 in Perù, ma le prove non erano chiare, quindi nel 2007 effettueremo prove nelle competizioni juniores". Tuttavia, quelle prove non si sono concretizzate e nel 2008 Blatter aveva rifiutato il sistema a titolo definitivo, descrivendo la tecnologia come "precisa solo al 95%". La FIFA e l'IFAB si sono opposte all'introduzione della tecnologia nel gioco, votando nel marzo 2010 per abbandonarla definitivamente.
A seguito di diversi errori arbitrali alla Coppa del Mondo FIFA 2010, incluso il gol annullato nella vittoria per 4-1 della Germania sull'Inghilterra, quando Frank Lampard ha colpito un tiro da fuori area che è rimbalzato sulla traversa e oltre la linea; la palla è tornata fuori e il gol è stato annullato perché l'assistente dell'arbitro non ha chiesto la convalida del gol e Blatter ha annunciato che la FIFA avrebbe riaperto la discussione sulla tecnologia della linea di porta.
Prima di Euro 2012, il presidente della UEFA Michel Platini ha respinto la necessità della tecnologia della linea di porta, sostenendo invece di posizionare ulteriori assistenti arbitri dietro la porta stessa. Tuttavia, in una partita del Gruppo D con l'Ucraina che ha perso 1-0 contro l'Inghilterra, un tiro dell'ucraino Marko Dević ha tagliato brevemente la linea in piena vista dell'arbitro incaricato dell'osservazione della linea di porta prima che fosse respinto dall'inglese John Terry, riaprendo il dibattito, anche se un fuorigioco nella preparazione dell'incidente è passato troppo inosservato agli ufficiali di gara.

#### Test iniziale
Ascoltando le richieste per l'uso della tecnologia, nel luglio 2011 la FIFA ha avviato un processo di test sanzionati che alla fine hanno portato all'approvazione dei sistemi utilizzati nel gioco attuale.
La prima fase del test ha considerato più sistemi tecnologici di linea di porta, con il requisito che il sistema notificasse all'arbitro la decisione entro un secondo dall'incidente. Il messaggio doveva essere trasmesso tramite un segnale visivo e una vibrazione. I test sono stati condotti da Empa tra settembre e dicembre 2011. I sistemi testati includevano:
- Un sistema di Cairos Technologies, in collaborazione con Adidas, basato su un pallone modificato con un chip impiantato e un campo magnetico generato da cavi sottili dietro la linea di porta[23]. Il sistema poteva rilevare se la palla fosse passata attraverso il campo.
- GoalRef: un altro sistema basato su campi magnetici generati e un sensore all'interno della palla[24].
- Goalminder: un sistema basato su telecamere installate nella cornice della porta. Ciò ha fornito una riproduzione visiva agli arbitri piuttosto che un avviso automatico di goal o no[25][26].
- Hawk-Eye: un sistema di proprietà di Sony basato su più telecamere ad alta velocità le cui immagini vengono utilizzate per triangolare la posizione della palla[24]. I sistemi Hawk-Eye erano, e sono tuttora, utilizzati in molti altri sport per supportare le decisioni arbitrali[27].

#### Seconda fase di test

Diagramma dell'uso di più telecamere nel sistema tecnologico della linea di porta GoalControl (un'azienda tedesca con sede ad Aquisgrana, che ha sviluppato una tecnologia per la linea di porta per le federazioni calcistiche).

Il 3 marzo 2012, IFAB ha annunciato che due degli otto sistemi proposti erano passati alla seconda fase di test. Questi erano Hawk-Eye e GoalRef. Nella seconda fase di test, il produttore della tecnologia ha scelto uno stadio per testare la sua tecnologia in una serie di scenari immaginari. I test sono stati condotti anche in sessioni di formazione professionale e in laboratorio per tenere conto delle diverse condizioni climatiche e di altre distorsioni del campo magnetico. Ci sono stati anche test sugli orologi che devono essere indossati dagli arbitri. I sistemi sono stati sottoposti a test in alcune partite competitive.
La tecnologia GoalRef è stata sottoposta a match test in alcune partite della Superliga danese nella prima metà del 2012. Ogni installazione, tuttavia, richiederebbe anche l'approvazione della licenza per l'uso nel singolo stadio, su base di 12 mesi. La Coppa del mondo per club FIFA 2012 è stato il primo torneo in cui GoalRef è stato utilizzato da un arbitro.
La prima partita a utilizzare la tecnologia della linea di porta Hawk-Eye è stata quella disputata dall'Eastleigh FC contro l'AFC Totton nella finale dell'Hampshire Senior Cup al St Mary's Stadium, in Inghilterra, il 16 maggio 2012. Sebbene utilizzasse Hawk-Eye, il sistema non aveva alcuna rilevanza sulle decisioni dell'arbitro e le letture del sistema erano disponibili solo per l'agenzia di test indipendente della FIFA. Il sistema è stato utilizzato anche per il secondo test della tecnologia il 2 giugno per l'amichevole dell'Inghilterra contro il Belgio.

### Introduzione

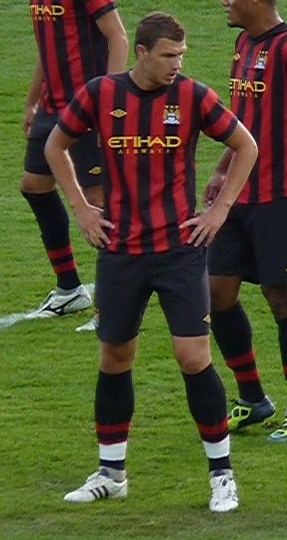
Edin Džeko del Manchester City ha segnato il primo gol in Premier League dato dalla tecnologia della linea di porta.

Dopo il successo delle prove, nel luglio 2012 l'IFAB ha votato all'unanimità per modificare ufficialmente le Regole del gioco per consentire (ma non richiedere) la tecnologia della linea di porta.
Nel dicembre 2012, la FIFA ha annunciato che avrebbe introdotto la tecnologia della linea di porta alla Coppa del mondo per club FIFA 2012 in Giappone. La tecnologia Hawk-Eye è stata impiegata al Toyota Stadium, mentre GoalRef è stata utilizzata all'International Stadium Yokohama.
GoalControl, un sistema basato su telecamere che utilizza 14 telecamere ad alta velocità posizionate intorno al campo e dirette verso entrambe le porte, è stato utilizzato alla Confederations Cup 2013, in parte come prova per l'utilizzo alla Coppa del Mondo dell'anno successivo.
La Premier League ha introdotto Hawk-Eye durante la stagione della Premier League 2013-14 e negli ultimi round della Football League Cup 2013-14. Una partita dei quarti di finale della Coppa di Lega del 17 dicembre 2013 ha visto la prima decisione assistita dalla tecnologia sulla linea di porta nel calcio inglese e il primo gol ad essere assegnato in modo decisivo utilizzando la tecnologia nella Premier League inglese è stato il gol di Edin Džeko per il Manchester City contro il Cardiff City il 18 gennaio 2014.
Dopo il successo alla Confederations Cup, GoalControl è stato utilizzato alla Coppa del Mondo FIFA 2014. Il primo gol dato dalla tecnologia è stato il 15 giugno 2014 nella partita della fase a gironi tra Francia e Honduras.
Goal Line Technology è stata implementata nelle principali competizioni europee. Nel dicembre 2014, i club della Bundesliga hanno approvato la tecnologia della linea di porta che sarà introdotta all'inizio della stagione 2015-16 della Bundesliga stessa. La lega ha scelto il sistema Hawk-Eye essendo più economico rispetto alle due tecnologie tedesche. GoalControl è stato introdotto per la Ligue 1 all'inizio della stagione 2015-16. La Ligue 1 è successivamente passata all'utilizzo di Hawk-Eye nel 2018 dopo che il sistema GoalControl ha commesso errori.
La Goal Line Technology è stata utilizzata per la prima volta nel 2016 nella finale di UEFA Europa League, UEFA Champions League, Campionato Europeo e Copa America.

## Critica

### L'elemento umano è perduto
Mentre i sostenitori della tecnologia della linea di porta sostengono che ridurrebbe in modo significativo gli errori arbitrali durante il gioco, ci sono anche critiche alla tecnologia. Gran parte delle critiche provenivano dall'interno della stessa FIFA, incluso l'ex presidente della FIFA Blatter. A parte le critiche che ruotano attorno agli aspetti tecnici delle due tecnologie proposte, i critici sottolineano che tale tecnologia avrebbe un impatto sull'elemento umano del gioco e toglierebbe il godimento degli errori dibattuti. Blatter ha affermato: "Altri sport cambiano regolarmente le leggi del gioco per reagire alla nuova tecnologia.... Non lo facciamo e questo rende il fascino e la popolarità del calcio".
Uno studio ha suggerito che nella stagione 2010-11 della Premier League "si sono verificati errori quasi il 30% delle volte che i replay video potrebbero aiutare a prevenire", ma alcune persone affermano che i replay istantanei avrebbero interrotto il flusso del gioco e portato via possibili giocate.
Altri critici ritengono che sarebbe proibitivo implementare la tecnologia a tutti i livelli del gioco e in particolare per le associazioni calcistiche più piccole/povere. I funzionari della FIFA hanno espresso la preferenza per un "arbitraggio migliore" e più ufficiali di gara rispetto all'implementazione della tecnologia. I sostenitori, a loro volta, citano i numerosi esempi di decisioni errate sulla linea di porta che decidono partite importanti e sottolineano che la tecnologia è migliorata molto rispetto alle prove iniziali effettuate dalla FIFA. I sostenitori affermano che qualsiasi aiuto extra per l'arbitro dovrebbe prevalere sulle argomentazioni secondo cui porterebbe a regole non uniformi (poiché non tutte le federazioni calcistiche sarebbero in grado di implementarlo).
Blatter si era opposto alla tecnologia della linea di porta fino al gol annullato di Frank Lampard nella Coppa del Mondo 2010, dove la palla ha chiaramente superato la linea.
L'introduzione di ulteriori assistenti arbitri, che sono per lo più posizionati accanto alla linea di porta, è stata in parte per facilitare l'arbitraggio in tali situazioni.

### Costo
Nell'aprile 2013, il commissario della MLS Don Garber ha confermato che la MLS non avrebbe adottato la tecnologia della linea di porta per la stagione 2014, citando il costo come fattore prevalente. L'installazione di GoalControl costerebbe circa $ 260.000 per stadio e altri $ 3.900 per ogni partita.
All'inizio del 2014, la stragrande maggioranza delle squadre delle due divisioni della Bundesliga tedesca ha votato contro l'introduzione della tecnologia della linea di porta per motivi finanziari. I costi per club sarebbero andati da € 250.000 per un chip all'interno della palla fino a € 500.000 per Hawk-Eye o GoalControl. L'allenatore dell'1. FC Köln, Jörg Schmadtke, ha riassunto il voto con "Il costo è così esorbitante che l'utilizzo di questa (tecnologia) non è accettabile".
La Scottish Professional Football League ha dichiarato nel dicembre 2017 che non avrebbe implementato la tecnologia della linea di porta, poiché è conveniente solo per i campionati più ricchi d'Europa.

### Fallimenti
Diversi errori nei quarti di finale della Coupe de la Ligue 2017-18 hanno portato alla sospensione temporanea dell'uso del sistema GoalControl da parte della Ligue de Football Professionnel. Non è riuscito ad assegnare al Paris Saint-Germain il secondo gol contro l'Amiens, che l'assistente arbitro video (VAR) ha ribaltato. Nella partita tra Angers e Montpellier, il sistema ha segnalato erroneamente l'arbitro, costringendo gli ufficiali di gara a non utilizzarlo per il secondo tempo.
Il sistema è stato esaminato nel giugno 2020 dopo una partita di Premier League tra Aston Villa e Sheffield United poiché la tecnologia non è riuscita ad assegnare un gol per lo Sheffield United nonostante il fatto che il portiere dell'Aston Villa Ørjan Nyland avesse portato la palla oltre la linea di porta dopo aver gestito male un calcio di punizione di Oliver Norwood dello Sheffield United entrando in collisione con il compagno di squadra Keinan Davis. Non essendo stato segnalato alcun gol, gli ufficiali di gara hanno deciso di non far intervenire il VAR e la partita è finita a reti inviolate. L'incaricato all'Hawk-Eye si è scusato, spiegando il fallimento come dovuto ad un'anomala quantità di occlusione della visuale dell'incidente da parte delle sue telecamere.
Il sistema è stato sottoposto a ulteriori controlli nel 2022 dopo che una partita del campionato EFL tra Huddersfield Town e Blackpool FC ha visto Yuta Nakayama colpire di testa la palla oltre la linea di porta prima di essere eliminato da Daniel Grimshaw. Poiché il gol non è stato segnalato da Hawk-Eye, l'arbitro non ha assegnato un gol e la partita è finita 0-1 per il Blackpool. L'EFL ha rilasciato una dichiarazione il giorno successivo, insistendo sul fatto che la decisione dell'arbitro era "definitiva" e "il risultato della partita è valido".